# Der Höllentrip
Der Höllentrip (Originaltitel: Altered States) ist ein US-amerikanischer Thriller aus dem Jahr 1980. Der Regisseur war Ken Russell, das Drehbuch schrieb Paddy Chayefsky anhand seines eigenen Romans. Die Hauptrollen sind besetzt mit William Hurt, Blair Brown und Bob Balaban.

## Handlung
Die Wissenschaftler Eddie Jessup und Mason Parrish führen Experimente mit einem Isolationstank durch. Jessup ist selbst die Testperson, seine Hingabe für die Wissenschaft belastet die Ehe mit seiner Frau Emily. Eines Tages testet Jessup die Wirkung aus Mexiko mitgebrachter Drogen, die er vor dem Abtauchen im Isolationstank einnimmt. Er verwandelt sich in einen Urzeitmenschen mit primitiven Jagdinstinkten und wacht als Mensch nackt in einem Zoo auf.
Bei einem der weiteren Experimente verwandelt sich Jessup in ein fremdartiges Wesen; Emily gelingt es mit Mühe, ihn aus dem Tank zu holen. Die Experimente werden eingestellt. Trotzdem verwandelt sich Eddie in der eigenen Wohnung in der nachfolgenden Nacht wieder. Die Anwesenheit Emilys und ihre Liebe erlauben es ihm, zu menschlicher Gestalt zurückzukehren.

## Erstaufführungen
- USA 25. Dezember 1980
- Deutschland 22. Januar 1982

## Rezeption

### Kritik
Das Lexikon des internationalen Films schrieb, der Film sei „tricktechnisch ausgeklügelt“ und arbeite „mit brillanten optischen Effekten“. Er gewinne „dem ‚klassischen‘ Thema überraschend neue Aspekte“ ab und setze sie „in eindrucksvolle Visionen“ um. Der Film sei „ein intelligenter Horrorfilm, der mit dem verdrängten Irrationalen“ spiele und „dies in eine düstere Genre-Geschichte“ verpacke.
Cinema nennt das Werk einen „psychedelischen Augenschmaus“.
Dass der Erfolg im Mainstream ausblieb, erklären sich Kritiker im Nachhinein unter anderem daran, dass Ken Russell einfach zu unkonventionell vorging;

„Drogen, Kirchenschändung, Body Horror – schräg genug, dass der Film seinerzeit als Mainstream-Thriller vermarktet wurde (und daran scheiterte). William Hurt zieht als Neo-Jekyll alle Register und Russell tobt sich aus in seinen surrealen Visionen, die bis heute ihresgleichen suchen. Ein Meilenstein in der Geschichte der „Mad Scientists“, denen wir uns in dieser Staffel widmen.“

### Auszeichnungen
Oscarverleihung 1981
- John Corigliano wurde für den Filmpreis Oscar in der Kategorie „Beste Musik“ nominiert,
- eine weitere Nominierung gab es für Willie D. Burton, Les Fresholtz, Michael Minkler und Arthur Piantadosi in der Kategorie „Bester Ton“.

Golden Globe Awards 1981
- William Hurt wurde für den Golden Globe Award als „Bester Nachwuchsdarsteller“ nominiert.

Saturn-Award-Verleihung 1981
- Dick Smith, der das Make-Up im Film verantwortete, wurde mit dem Saturn Award in der Kategorie „Bestes Make-Up“ ausgezeichnet.
- Ken Russell, Paddy Chayefsky sowie der Film wurden in der Kategorie „Bester Science-Fiction Film“ für den Saturn Award nominiert.